# L'Éguille
L'Éguille är en kommun i departementet Charente-Maritime i regionen Nouvelle-Aquitaine i västra Frankrike. Kommunen ligger  i kantonen Royan-Ouest som ligger i arrondissementet Rochefort. År 2022 hade L'Éguille 909 invånare.

## Befolkningsutveckling
Antalet invånare i kommunen L'Éguille
Referens:INSEE